# وندی ویلیامز (هنرپیشه)
وندی ویلیامز (انگلیسی: Wendy Williams؛ زادهٔ ۷ نوامبر ۱۹۳۴) یک هنرپیشه اهل بریتانیا است.
از کارهای او می‌توان به بازی در مجموعه‌های تلویزیونی دکتر هو و بو ژست اشاره نمود.